# كريستوف بوده
كريستوف بوده (بالألمانية: Christoph Bode)‏ هو لغوي ألماني، ولد في 1952 في زيغن في ألمانيا.